# Zentrum für berufliche Wiedereingliederung Kollo
Das Zentrum für berufliche Wiedereingliederung Kollo (französisch Centre de Réinsertion Professionnelle de Kollo) ist ein Gefängnis in der Stadt Kollo in Niger.

## Baubeschreibung
Die Haftanstalt befindet sich im Südosten der Stadt Kollo in der Region Tillabéri. Sie ist auf eine Aufnahmekapazität von 1500 Insassen ausgelegt und ist damit das größte Gefängnis des Landes. Die beiden nigrischen Zentren für berufliche Wiedereingliederung sollen Verurteilte aus anderen Haftanstalten aufnehmen, bei denen eine gute Führung und Bemühungen um eine soziale Wiedereingliederung festgestellt wurden. Die zweite derartige Einrichtung ist das Zentrum für berufliche Wiedereingliederung Daïkaïna in der Regionalhauptstadt Tillabéri.
Die Haftanstalt bildet administrativ ein eigenes Stadtviertel (quartier) von Kollo. Dieses heißt Prison (Gefängnis) und wurde bei der Volkszählung 2012 mit 197 Einwohnern erfasst.

## Geschichte
Das Gefängnis besteht seit dem Jahr 1985. Meuternde Soldaten befreiten im März 1992 einen Hauptmann namens Maliki Boureima aus der Haftanstalt, der Verbrechen bei der Unterdrückung der Tuareg-Rebellion beschuldigt wurde.
Das Gefängnis wurde bekannt dafür hochrangige Häftlinge zu beherbergen. Dazu zählten 2010 der abgesetzte Staatspräsident Mamadou Tandja, 2014 die Ehefrau des ehemaligen Premierministers Hama Amadou und von 2014 bis 2015 Kassoum Mamane Moctar, der ehemalige Bürgermeister von Maradi. Im Rahmen der Bekämpfung der COVID-19-Pandemie in Niger erließ Staatspräsident Mahamadou Issoufou am 30. März 2020 landesweit 1540 Gefangenen ihre restliche Haftstrafe, darunter 72 im Zentrum für berufliche Wiedereingliederung Kollo.